# Schwanengasse (Bern)

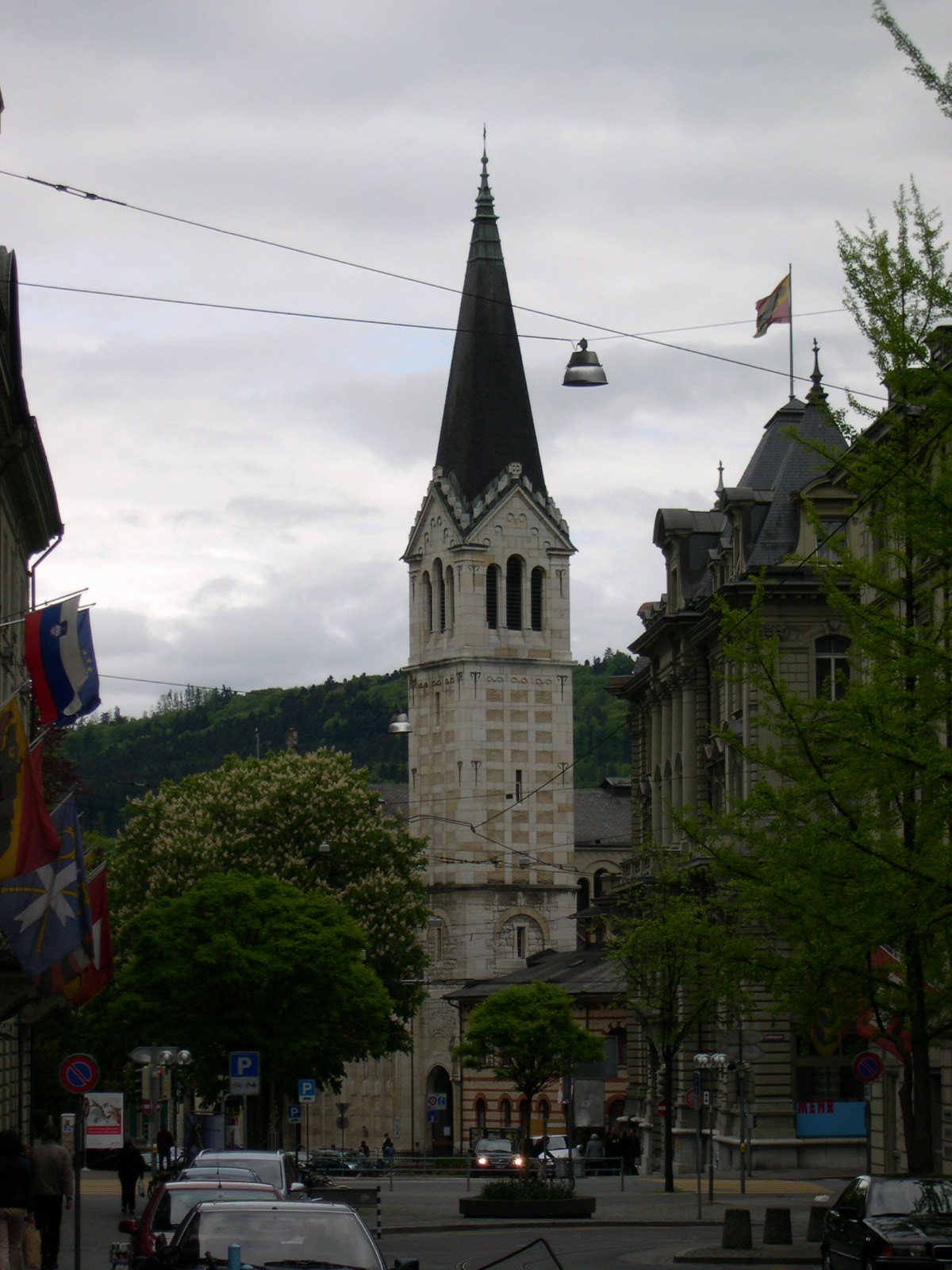
Blick durch die Schwanengasse auf die Dreifaltigkeitskirche (2005)

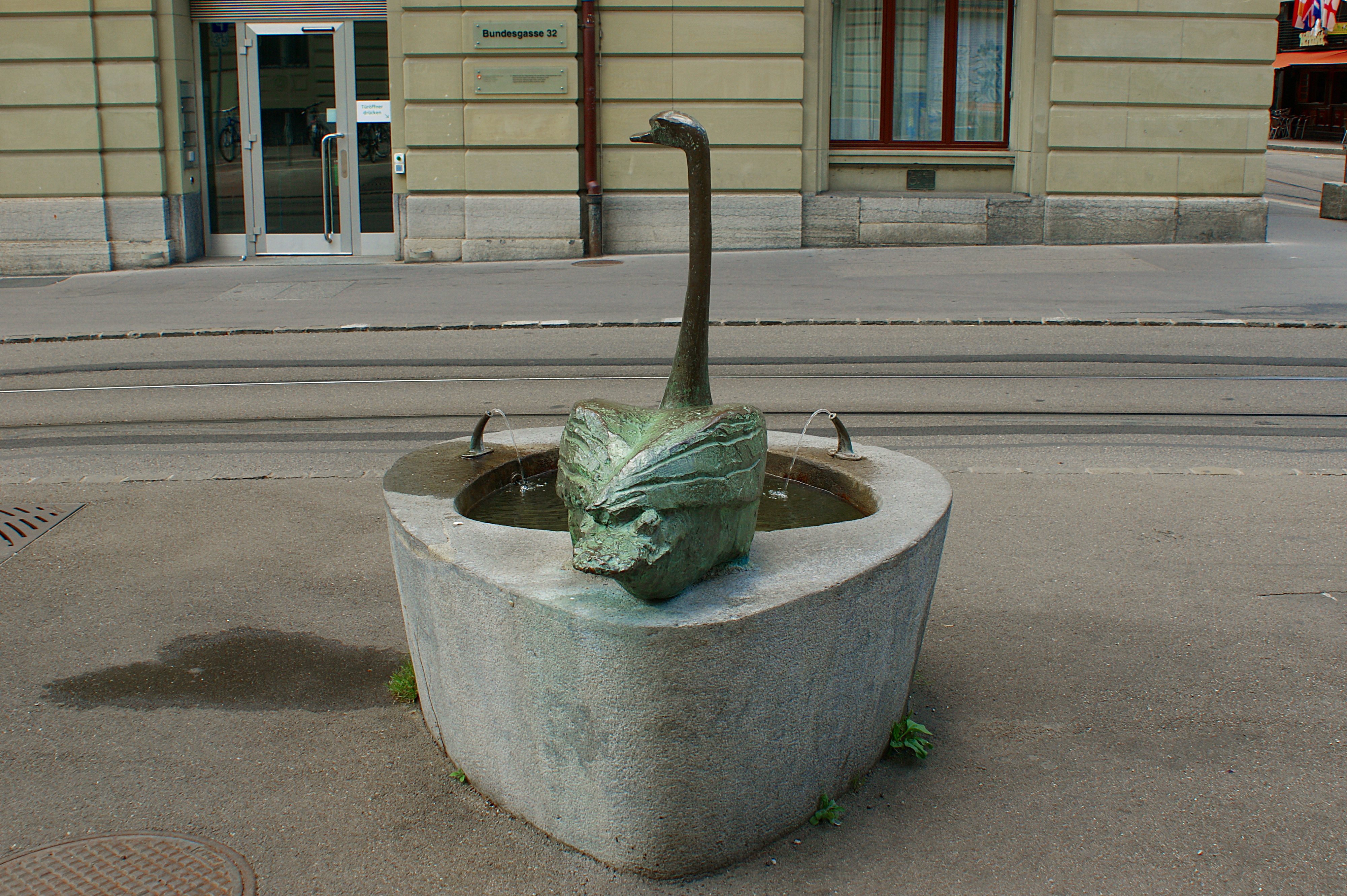
Schwanenbrunnen von Heinz Schwarz (2019)

Die Schwanengasse ist eine in der Stadt Bern (Schweiz) gelegene Strasse.

## Lage
Die Schwanengasse mündet im Norden auf den Bubenbergplatz und im Süden in die Bundesgasse.

## Geschichte
Der Name der Schwanengasse ist angeblich während der Bauzeit entstanden und weist auf die Schwäne hin, die auf dem Weiher der Spittelpromenade zwischen dem Burgerspital und der Bogenschützenstrasse gehalten wurden, ehe sie 1894 ans Aareufer oberhalb des Schwellenmätteli verlegt wurden. Mit dem Bau des Verwaltungsgebäudes der Mobiliarversicherung entstand 1896 die Verlängerung bis an die Taubenstrasse. 1915 wurde eine Verbindung zur Sulgeneckstrasse fertiggestellt. 1956 wurde vor dem Gebäude Schwanengasse 11 der Schwanenbrunnen des Schweizer Bildhauers Heinz Schwarz platziert.